# 8 минут 46 секунд
8 минут 46 секунд или 8:46 — промежуток времени, ассоциируемый с убийством Джорджа Флойда, который умер при полицейском аресте после того, как полицейский Дерек Шовин прижал коленом его шею и удерживал в течение этого времени. В последующие дни после его смерти и последовавших протестов конкретный промежуток времени стал центром памяти и дебатов, особенно в связи с акцией Blackout Tuesday.
Время было специально упомянуто в акциях протеста дай-ин в Миннеаполисе, Нью-Йорке, Бостоне, Филадельфии, Портленде, Денвере и других городах, где протестующие легли на 8 минут и 46 секунд, чтобы выразить протест против жестокости полиции и расистских убийств сотрудниками правоохранительных органов в Соединённых Штатах. Временной интервал также использовался во многих поминальных мероприятиях, бдениях и собраниях, чтобы почтить память Флойда и выразить протест против его убийства, в том числе на его мемориале 4 июня 2020 года.

## Происхождение промежутка времени
Офицер Шовин прижимал своим коленом шею Флойда примерно с 8:19:38 до 8:27:24 вечера (то есть, приблизительно 7 минут 46 секунд) сразу после того, как Флойд был вытащен из своей машины и задержан полицией Миннеаполиса . Шовин продолжал удерживать шею Флойда, когда тот лежал на животе. В жалобе прокурора округа Хеннепин на Шовина сказано: 
 Обвиняемый держал свое колено на шее мистера Флойда в течение 8 минут и в общей сложности 46 секунд. Две минуты и 53 секунды после того, как мистер Флойд не перестал реагировать. Полиция обучена тому, что подобный тип удержания в положении лежа на животе опасен по своей природе. 
 Было замечено, что отметки времени в жалобе в сумме составляют 7’46″, а не 8′46″, но последний промежуток времени уже был в центре общественного обсуждения и поминовения.

## Протесты и поминовения
Помимо протестующих, которые «умирали» в течение 8 минут и 46 секунд, многочисленные марши и собрания устанавливали именно эту продолжительность минут молчания, бдения, молитв или припаданий на колено. Прощание с Джорджем Флойдом в Миннеаполисе 4 июня 2020 года завершились траурным стоянием продолжительность 8’46″ в память о Флойде. 

### Города и учреждения
В Сент-Питерсберге, штат Флорида, городские власти объявили, что со 2 по 9 июня граждане должны «объединиться в тихом и мирном протесте, стоя на улице у своего крыльца или двора в течение 8 минут и 46 секунд» каждый вечер в 8:00.
Следуя примеру Эмпайр-стейт-билдинг в Нью-Йорке  Центр Кеннеди в Вашингтоне, округ Колумбия, заявил, что будет гасить огни девять ночей, в знак того, что почти девять минут Флойд удерживался офицером полиции. 
9 июня 2020 года губернатор Миннесоты Тим Вальц издал прокламацию, объявляющую 8 минут и 46 секунд молчания в 11:00. CDT в память о Джордже Флойде, что совпало с началом похорон Флойда в Хьюстоне, штат Техас в тот день. 

### Политика
Сенаторы-демократы соблюдали 8’46″ молчания, стоя на коленях, во время своей встречи 4 июня. 

### Корпорации
3 июня 2020 года генеральный директор Сундар Пичаи сказал сотрудникам Alphabet и Google почтить память погибших чернокожих в связи со смертью Джорджа Флойда. Он сказал: «Сегодня в 13:00 по тихоокеанскому времени мы будем вместе, чтобы почтить память погибших чернокожих 8 минутами и 46 секундами молчания».

### Спорт
3 июня 2020 года бейсбольная команда «Лос-Анджелес Доджерс» объявила, что освещает свой домашний спортивный стадион в честь Джорджа Флойда. В сообщении в Твиттере они сказали: «Доджерс присоединился к семьям по всему Лос-Анджелесу, и зажигает огни стадиона Доджер в 9 часов вечера на 8 минут и 46 секунд в знак признания Джорджа Флойда». 

### Радио и потоковое воспроизведение музыки
Радиостанции, такие как KHKS в Далласе, штат Техас, включали 8 минут и 46 секунд молчания в память о Флойде. По возвращении из эфира молчания ведущий KHKS Билли Кидд сказал: «8 минут и 46 секунд, вот как это чувствуется. 8 минут и 46 секунд, и жизнь другого чёрного человека заканчивается без всякой причины».
Крупные потоковые сервисы Spotify, Apple Music, Amazon Music и YouTube Music — все они запланировали специальные программы, чтобы воздать должное смерти Флойда. Spotify включил 8’46-дюймовую паузу в плей-листах в знак солидности с музыкальным хэштегом #TheShowMustBePaused. 

### Телевидение
ViacomCBS выпустил видео на 8 минут и 46 секунд на своих телеканалах в 17:00 1 июня 2020 года, состоящий из слов «Я не могу дышать» (англ. I can't breathe) буквами, пульсирующими на чёрном фоне, сопровождаемыми звуками дыхания. Крис Маккарти, президент подразделения Entertainment and Youth Brands, сказал: «Сегодня в 17:00 площадки и платформы E & Y по всему миру остановятся 8 минут и 46 секунд, чтобы продемонстрировать нашу поддержку движению Black Lives Matter и борьбе с жестокостью полиции и расовым неравенством». К числу каналов ViacomCBS, демонстрировавшх видео, относятся BET, CBS Sports Network, CMT, Comedy Central, Logo TV, MTV, Paramount Network, Смитсоновский канал, TV Land и VH1. В то же время детский телеканал Nickelodeon, который также принадлежит ViacomCBS, установил оранжевый экран на 8’46″ в поддержку «справедливости, равенства и прав человека». На экране высвечивалась цитата из Декларации прав детей, которую сеть впервые разработала 7 июня 1990 года. 

### Журналистика
«8 минут и 46 секунд» стало названием расследования New York Times, которое реконструировало события, связанные со смертью Флойда, с использованием видеозаписей служб безопасности, любительских видео очевидцев и официальных документов. Штатный автор The Atlantic Грэм Вуд отметился колонкой под названием «Как вы можете встать коленом на шею на девять минут?» где на себе моделировал ситуацию зажима шеи в течение 8 минут и 46 секунд. Он писал: «Мой грубый симулятор включал секундомер и становился на колено на свернутом коврике для йоги», в то же время записывая свои переживания через 20 секунд, 1 минуту, 3 минуты и более. 
4 июня 2020 года Associated Press опубликовала нашумевший материал «8:46: число становится мощным символом полицейской жестокости», где говорилось: «Все протестные движения имеют лозунги. У Джорджа Флойда есть число: 8:46».

### Веб-сайты
31 мая 2020 года был создан веб-сайт 8m46s.com, который позволяет пользователю запускать таймер продолжительностью 8 минут и 46 секунд, сопровождаемый частичной расшифровкой последних слов Флойда. Текст домашней страницы сайта гласит: 
25 мая 2020 года Дерек Шовин держал колено на шее Джорджа Флойда в течение 8 минут и 46 секунд, что привело к смерти мистера Флойда. Я приглашаю посетителей посидеть спокойно и поразмышлять в течение этого же времени. Это похоже на вечность. Частичная расшифровка происшествия прилагается. 
 По истечении 8 минут и 46 секунд страница гласит «Справедливость для Джорджа» и содержит ссылки на два видео последних минут жизни Флойда, опубликованные Washington Post и The Telegraph, а также на английскую страницу Википедии о его убийстве.